# (202740) Vicsympho
(202740) Vicsympho est un astéroïde de la ceinture principale.

## Description
(202740) Vicsympho est un astéroïde de la ceinture principale. Il fut découvert le 11 juin 2007 à Mauna Kea par David D. Balam. Il présente une orbite caractérisée par un demi-grand axe de 3,12 UA, une excentricité de 0,18 et une inclinaison de 5,7° par rapport à l'écliptique.